# Np (digramme)
Cette page contient des caractères spéciaux ou non latins. S’ils s’affichent mal (▯, ?, etc.), consultez la page d’aide Unicode.
Pour les articles homonymes, voir NP.
Np (minuscule np) est un digramme de l'alphabet latin composé d'un N et d'un P.

## Linguistique
- En a hmao, le digramme « np » sert à représenter le son [mpʰ]

## Représentation informatique
Comme la majorité des digrammes, il n'existe aucun encodage de Np sous un seul signe, il est toujours réalisé en accolant un N et un P.